# Gucza! Pojedynek na trąbki

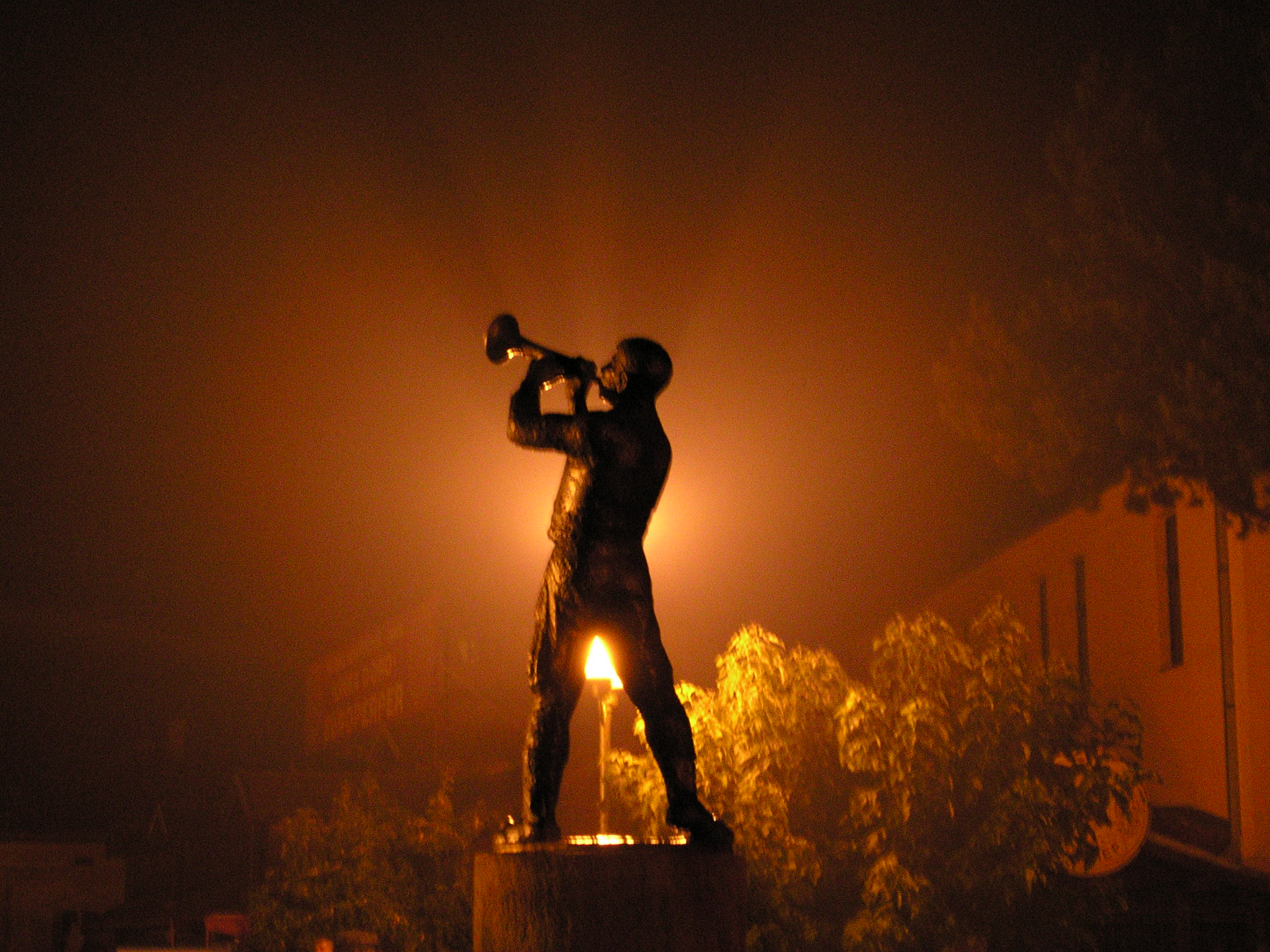
Pomnik Guczy

Gucza! Pojedynek na trąbki (tytuł oryginalny: Гуча!) – serbsko-bułgarsko-niemiecko-austriacki film fabularny z roku 2006 w reżyserii Dušana Milicia.

## Opis fabuły
Pierwszy klasyczny musical w serbskiej kinematografii. W Guczy co roku odbywa się największy na Bałkanach festiwal trębaczy. W konkursie bierze udział Romeo - Cygan, zakochany się z wzajemnością w Serbce Julijanie. Ojciec Juljany, nazywany Saczmo sprzeciwia się temu związkowi. Obiecuje oddać dziewczynę Cyganowi, jeśli ten pokona go w Guczy, w konkursie o Złotą Trąbkę. Ostatnia część filmu rozgrywa się w autentycznej scenerii festiwalu, gdzie zwycięża Romeo. Odtwórcą roli Romea był Marko Marković, który wraz ze swoim ojcem Bobanem Markoviciem wielokrotnie występował na tym festiwalu.

## W rolach głównych
- Aleksandra Manasijević(inne języki) jako Julijana
- Marko Marković jako Romeo Jovanović
- Mladen Nelević(inne języki) jako Saczmo Trandafilović
- Nenad Okanović(inne języki) jako Grasak
- Nikola Pejaković(inne języki) jako Śpiewak
- Mira Đurđević jako Romika
- Slavoljub Pešić(inne języki) jako Sandokan
- Marko Jeremić
- Radovan Miljanić(inne języki)
- Olga Odanović(inne języki)
- Zumrita Jakupović(inne języki)